# Chikkanahalli, Koratagere
Chikkanahalli là một làng thuộc tehsil Koratagere, huyện Tumkur, bang Karnataka, Ấn Độ.